# Pseudagrion massaicum
Pseudagrion massaicum là một loài chuồn chuồn kim thuộc họ Coenagrionidae. Loài này có ở Angola, Botswana, Comoros, Cộng hòa Dân chủ Congo, Ethiopia, Ghana, Kenya, Malawi, Namibia, Somalia, Nam Phi, Sudan, Tanzania, Uganda, Zambia và Zimbabwe, có thể có ở Burundi và Guinée. Môi trường sống tự nhiên của chúng là rừng ẩm vùng đất thấp nhiệt đới hoặc cận nhiệt đới, xavan khô, xavan ẩm, vùng cây bụi khô khu vực nhiệt đới hoặc cận nhiệt đới, vùng cây bụi ẩm khu vực nhiệt đới hoặc cận nhiệt đới, sông ngòi, hồ nước ngọt có nước theo mùa, và đầm nước ngọt.